# 강민수 (프로게이머)
강민수(1996년 5월 9일~)는 대한민국의 스타크래프트 II 프로게이머이다. Solar라는 아이디를 사용하며, 종족은 저그이다.
2012년 상반기 드래프트에서 삼성전자 칸의 1차 지명으로 입단하였다.
2016년 10월 삼성 갤럭시의 스타크래프트 II 종목 팀 해체로 무소속 신분이 되었다.

## 데뷔전
2013년 1월 14일 SK플래닛 스타크래프트2 프로리그 12-13 2라운드 EG-TL과의 경기에서 선봉으로 출전하여 스테파노(일리에스 사토우리)를 상대로 승리하며 데뷔전에서 첫 승을 기록하였다.

## 승부조작 제의 거절
해외 온라인 대회인 Fragbite Masters 2014 Spring에 출전한 강민수는 4강전 상대인 'VortiX' 후안 모레노 듀란을 상대하기 앞서 페이스북에 친구로 등록된 사람으로부터 승부조작 제의를 받았다. 이에 강민수는 승부조작 권유를 단칼에 거절했으며 이후 이러한 사실을 자신의 SNS에 공개했다.

## 수상 경력
스타크래프트 II : 프리미어 개인리그 우승 5회, 준우승 5회
- 2012년 1월 제7회 스타크래프트 루키리그 준프로 선발전 입상
- 2013년 2월 핫식스 2013 글로벌 스타크래프트 II 리그 시즌 1 Code A 48강
- 2013년 4월 2013 WCS Korea Season 1 챌린저리그 48강
- 2013년 12월 Numericable M-House Cup 3 준우승
- 2014년 2월 ASUS ROG Winter 2014 16강
- 2014년 2월 2014 WCS 코리아 시즌 1 핫식스 글로벌 스타크래프트 II 리그 코드 S 32강
- 2014년 5월 Fragbite Masters 2014 Spring 4위
- 2014년 6월 2014 WCS 코리아 시즌 2 핫식스 글로벌 스타크래프트 II 리그 코드 S 8강
- 2014년 7월 IEM Season IX - Shenzhen 준우승
- 2014년 7월 The Big One 8강
- 2014년 8월 2014 Red Bull Battle Grounds: Global 준우승
- 2014년 9월 2014 WCS 코리아 시즌 3 핫식스 글로벌 스타크래프트 II 리그 코드 S 8강
- 2014년 9월 2014 DreamHack Open: Stockholm 우승
- 2014년 10월 Connecting Professional E-sports #1 우승
- 2014년 11월 MSI Beat IT 2014 우승
- 2014년 11월 PughCraft Invitational #2 16강
- 2014년 11월 32 Boys 1 Cup 4위
- 2014년 11월 Fragbite Masters Season 3 12강 (기권)
- 2014년 11월 2014 DreamHack Open: Winter 20강
- 2014년 12월 2015 네이버 스타크래프트 II 스타리그 시즌 1 챌린지 32강
- 2015년 2월 2015 글로벌 스타크래프트 II 리그 시즌 1 코드 S 8강
- 2015년 3월 IEM Season IX - World Championship 16강
- 2015년 4월 2015 스베누 글로벌 스타크래프트 II 리그 시즌 2 코드 S 32강
- 2015년 5월 Gfinity Spring Masters II 우승
- 2015년 6월 2015 스베누 스타크래프트 II 스타리그 시즌 3 챌린지 24강
- 2015년 9월 MSI Masters Gaming Arena 2015 준우승
- 2015년 9월 2015 핫식스 글로벌 스타크래프트 II 리그 시즌 3 코드 S 16강
- 2015년 9월 2015 DreamHack Open: Stockholm 우승
- 2015년 11월 SanDisk SHOUTcraft Invitational II 우승
- 2015년 11월 DreamHack ROCCAT LotV Championship 우승
- 2015년 12월 2016 핫식스 글로벌 스타크래프트 II 리그 프리시즌 1주차 16강
- 2015년 12월 2016 핫식스 글로벌 스타크래프트 II 리그 프리시즌 2주차 16강
- 2016년 3월 스타크래프트 II 스타리그 2016 시즌 1 3위
- 2016년 3월 2016 핫식스 글로벌 스타크래프트 II 리그 시즌 1 코드 S 16강
- 2016년 5월 2016 Kung Fu Cup Season 1 4위
- 2016년 6월 2016 핫식스 글로벌 스타크래프트 II 리그 시즌 2 코드 S 32강
- 2016년 9월 스타크래프트 II 스타리그 2016 시즌 2 우승 (vs 박령우 4:3)
- 2016년 9월 2016 스타크래프트 II 크로스 파이널 시즌 2 준우승 (vs 박령우 2:3)
- 2016년 9월 2016 스타크래프트 II KeSPA컵 16강
- 2016년 10월 2016 WCS 글로벌 파이널 16강
- 2016년 11월 HomeStory Cup XIV 8강
- 2017년 1월 2017 핫식스 글로벌 스타크래프트 II 리그 시즌 1 코드 S 32강
- 2017년 3월 IEM Season XI - World Championship 12강
- 2017년 3월 2017 VSL Season 1 16강
- 2017년 4월 GSL Super Tournament 시즌 1 4강
- 2017년 4월 2017 핫식스 글로벌 스타크래프트 II 리그 시즌 2 코드 S 32강
- 2017년 6월 2017 SSL 프리미어 시즌 1 준우승 (vs 이신형 1:4)
- 2017년 7월 IEM Season XII - Shanghai 16강
- 2017년 7월 2017 핫식스 글로벌 스타크래프트 II 리그 시즌 3 코드 S 8강
- 2018년 1월 2018 글로벌 스타크래프트 II 리그 시즌 1 코드 S 32강
- 2018년 2월 IEM Season XII - World Championship 8강
- 2018년 4월 2018 AfreecaTV GSL Super Tournament 시즌1 8강
- 2018년 4월 2018 글로벌 스타크래프트 II 리그 시즌 2 코드 S 16강
- 2018년 7월 2018 글로벌 스타크래프트 II 리그 시즌 3 코드 S 32강
- 2018년 9월 2018 GSL Super Tournament 시즌2 4강
- 2019년 2월 2019 마운틴듀 글로벌 스타크래프트 II 리그 시즌 1 코드 S 32강
- 2019년 3월 IEM Season XIII - Katowice 8강
- 2019년 4월 2019 GSL Super Tournament 시즌1 16강
- 2019년 4월 2019 마운틴듀 글로벌 스타크래프트 II 리그 시즌 2 코드 S 32강
- 2019년 7월 2019 마운틴듀 글로벌 스타크래프트 II 리그 시즌 3 코드 S 16강
- 2019년 9월 2019 Assembly Summer 준우승 (vs 김대엽 2:4)
- 2019년 10월 2019 GSL Super Tournament 시즌2 16강